# 大雄会第一病院
大雄会第一病院（だいゆうかいだいいちびょういん）は、愛知県一宮市にある病院である。

## 概要
近隣には、同じ医療法人大雄会が運営する総合大雄会病院がある。
臨床研修指定病院（総合大雄会病院、一宮西病院の協力型）であり、透析センター（79床）、創傷ケア・血管センター、健診センター（人間ドック6床）を有する。

## 沿革
- 1924年（大正13年）：岩田医院（現総合大雄会病院）が開業。
- 1966年（昭和41年）：医療法人大雄会を設立。
- 1971年（昭和46年）：大雄会一宮高等看護学院（後の大雄会一宮看護専門学校）を開設。
- 1974年（昭和49年）：大雄会一宮高等看護学院の実習施設として大雄会第一病院を開設。
- 1996年（平成8年）：現在地に新築移転する。
- 1999年（平成11年）：「財団法人日本医療機能評価機構」の認定を受ける。
- 2002年（平成14年）：創傷ケアセンターを開設。
- 2004年（平成17年）：大雄会一宮看護専門学校を短期大学に転換、愛知きわみ看護短期大学に（2017年に一宮研伸大学に昇格）。
- 2012年（平成24年）：あしの外来を開設。
- 2013年（平成25年）：創傷ケアセンターを創傷ケア・血
- 管センターへ名称変更。

## 診察科
- 内科
- 形成外科
- あしの外来
- 産婦人科
- 眼科
- 泌尿器科
- リハビリテーション科
- 放射線科

など

## 交通機関

### 鉄道
- JR東海道本線 尾張一宮駅より徒歩で約20分。
- 名鉄名古屋本線・尾西線 名鉄一宮駅より徒歩で約20分。

### バス
- 名鉄バス「総合大雄会病院前」バス停下車、徒歩で約5分。
  - 尾張一宮駅、名鉄一宮駅からは、名鉄一宮駅バスターミナル4番のりば「江南」「江南団地」行きを利用。
- i-バス「羽衣」バス停下車、徒歩で約1分。